# Punta Azurduy
La punta Azurduy (según Argentina) o punta Téllez (según Chile) es un cabo que limita por el norte a la bahía Collins, en la costa occidental de la península Antártica.  Se proyecta hacia el oeste inmediatamente al sur del glaciar Trooz, y que se ubica a aproximadamente 6 kilómetros al noreste del cabo Tres Pérez.

## Historia y toponimia
En la toponimia antártica de Argentina, su nombre fue colocado en 1978 y recuerda a Juana Azurduy (1781-1862), patriota del Alto Perú que luchó en las guerras de independencia hispanoamericanas por la emancipación del Virreinato del Río de la Plata contra el Reino de España. Fue reconocida como Oficial del Ejército Argentino.
En la toponimia antártica de Chile, corresponde al apellido del guardián 1º Cirilo Téllez Almonacid, de la escampavía Yelcho de la Armada de Chile, quien participó en el rescate de los náufragos de la Expedición Imperial Transantártica de Ernest Shackleton, en 1916.
En la toponimia antártica del Reino Unido, lleva el nombre de Edward John Christopher Clapp, que desarrolló su carrera en distintos puestos en el British Antarctic Survey.

## Reclamaciones territoriales
Argentina incluye a la península antártica en el departamento Antártida Argentina dentro de la provincia de Tierra del Fuego, Antártida e Islas del Atlántico Sur; para Chile forma parte de la comuna Antártica de la provincia Antártica Chilena dentro de la Región de Magallanes y de la Antártica Chilena; y para el Reino Unido integra el Territorio Antártico Británico. Las tres reclamaciones están sujetas a las disposiciones del Tratado Antártico.
Nomenclatura de los países reclamantes: 
- Argentina: punta Azurduy[1][5]
- Chile: punta Téllez[2]
- Reino Unido: Clapp Point[4]